# 拖布卡镇
拖布卡镇，是中华人民共和国云南省昆明市东川区下辖的一个镇。

## 行政区划
拖布卡镇下辖以下地区：
新街村、松坪村、布卡村、安乐箐村、大荒地村、小陷塘村、西瓜地村、新店房村、桃元村、树桔村、奚家坪村、上水坪村、播卡村、苦桃树村、坡头村、大树脚村、象鼻村和格勒村。